# Deklaracja praw ludów tubylczych
Deklaracja praw ludów tubylczych (ang. United Nations Declaration on the Rights of Indigenous Peoples) – deklaracja ONZ w zakresie praw i wolności ludów tubylczych świata, uchwalona 29 czerwca 2006 na pierwszym posiedzeniu Rady Praw Człowieka ONZ w Genewie, a następnie przyjęta 13 września 2007 większością głosów przez Zgromadzenie Ogólne ONZ (przy sprzeciwie USA, Kanady, Australii i Nowej Zelandii).

## Historia Deklaracji
Omawiany po raz pierwszy na forum Zgromadzenia Ogólnego ONZ jesienią 2006 r. projekt Deklaracji Praw Ludów Tubylczych, długo oczekiwany przez liczące ok. 370 milionów ludzi tubylcze społeczności z ponad 70 krajów świata, był wynikiem 24 lat dyskusji, toczonych przez przedstawicieli państw członkowskich i organizacji pozarządowych w ramach systemu Organizacji Narodów Zjednoczonych. Nowo powstała Rada Praw Człowieka rekomendowała w czerwcu 2006 r. projekt dokumentu Zgromadzeniu Ogólnemu ONZ. Liczono, iż kompromisowy projekt zostanie przyjęty przez Zgromadzenie jeszcze na tej samej sesji, jednak spora grupa państw obawia się, że Deklaracja - choć byłaby tylko niezobowiązującym zaleceniem - stałaby się ważnym argumentem w sporach z zamieszkującymi ich terytoria ludami tubylczymi, potwierdzającym ich prawa do ziemi i samookreślenia.

## Odrzucenie projektu Deklaracji w 2006 roku
Projekt Deklaracji został wówczas zablokowany 28 listopada 2006 r. podczas obrad Zgromadzenia Ogólnego ONZ w Nowym Jorku. Grupa krajów afrykańskich, wsparta przez inne krytyczne wobec projektu Deklaracji państwa - w tym Australię, Kanadę, Nową Zelandię i Rosję - poparła zgłoszony przez przedstawiciela Namibii wniosek o czasowe powstrzymanie się od decyzji w sprawie Deklaracji. Ten niespodziewany początkowo wniosek poparło ostatecznie aż 87 państw. 67 krajów (w tym Polska) było za przyjęciem Deklaracji, a 25 wstrzymało się od głosu. Decyzja ta oznaczała opóźnienie przyjęcia tego mającego bronić praw ludów tubylczych dokumentu przez społeczność międzynarodową i dalsze negocjacje grożące osłabieniem części jego kluczowych zapisów.
Zdaniem przeciwników szybkiego przyjęcia Deklaracji odrzucony wówczas projekt nie zawierał jasnej definicji „ludu tubylczego”, a niektóre jego zapisy były sprzeczne z konstytucjami części państw członkowskich ONZ, na terenie których żyją grupy tubylcze. Obawy związane z ewentualnymi zagrożeniami dla własnej suwerenności miały zwłaszcza państwa afrykańskie, które nie uczestniczyły w dotychczasowych dyskusjach nad projektem. Z kolei przedstawiciele państw latynoamerykańskich obawiali się, że dalsze opóźnianie przyjęcia Deklaracji (co najmniej o rok) pogorszy dodatkowo i tak trudną sytuację licznych tubylczych społeczności oraz grozi sporami, które mogą doprowadzić do niekorzystnych zmian w niektórych, z trudem wynegocjowanych, zapisach Deklaracji.
Zwolennicy przyjęcia Deklaracji w formie zbliżonej do obecnej zapowiedzieli zabiegi o jak najszersze poparcie dla niej - tak wśród państw członkowskich ONZ, jak i wśród organizacji pozarządowych i samych grup tubylczych - oraz starania o możliwie szybkie przyjęcie jej przez Zgromadzenie Ogólne. Przedstawiciele tubylczych grup i organizacji z obu Ameryk uznali wynik głosowania za porażkę nowej Rady Praw Człowieka i wyrazili obawy, że Deklaracja może nigdy nie zostać przyjęta na forum ONZ. Specjalny Sprawozdawca ds. Praw Człowieka i Podstawowych Wolności Ludów Tubylczych Rodolfo Stavenhagen z rozczarowaniem przyjął decyzję Zgromadzenia Ogólnego, które - jak oświadczył - „nie skorzystało z okazji, by wyrazić swoje poparcie dla tego zasadniczego instrumentu praw człowieka przy okazji tegorocznego Dnia Praw Człowieka (obchodzonego 10 grudnia)”. Wezwał on Radę Praw Człowieka do „potwierdzenia zaangażowania w popieranie i ochronę godności, przetrwania i dobrobytu milionów tubylców na całym świecie, których prawa od dawna są ignorowane i negowane, jeśli nie łamane w praktyce”. Także kanadyjska sekcja organizacji Amnesty International zaapelowała do społeczności międzynarodowej o podjęcie wszelkich działań, które mogłyby wesprzeć ostateczne przyjęcie Deklaracji na forum ONZ.

## Przyjęcie Deklaracji w 2007 roku
Po roku negocjacji i zmodyfikowaniu części kontrowersyjnych zapisów projekt Deklaracji trafił ponownie pod obrady Zgromadzenia Ogólnego ONZ jesienią 2007 roku. 13 września 2007 roku Zgromadzenie Ogólne przyjęło Deklarację Praw Ludów Tubylczych jako niezobowiązujący dokument Narodów Zjednoczonych. Za przyjęciem Deklaracji głosowali przedstawiciele 144 państw członkowskich ONZ, przeciw były 4 państwa - Stany Zjednoczone, Kanada, Australia i Nowa Zelandia (wszystkie ze znaczną populacją ludności tubylczej w swoich granicach).
Deklaracja liczy 46 artykułów. We wstępie jako jej podstawy widnieją : Karta Narodów Zjednoczonych, Międzynarodowe Pakty Praw Człowieka oraz Deklaracja Wiedeńska.
Pierwszym państwem, które uwzględniło zapisy Deklaracji w swoim wewnętrznym prawodawstwie, jest Boliwia. 7 grudnia 2007 r. prezydent Evo Morales podpisał tzw. ustawę 3760, będącą kopią Deklaracji Praw Ludów Tubylczych.